# 銀河證券
中國銀河證券股份有限公司（英語：China Galaxy Securities Co., Ltd.；港交所：6881；上交所：601881），簡稱中國銀河證券股份、中國銀河證券，以及銀河證券，是一家中国证券公司。

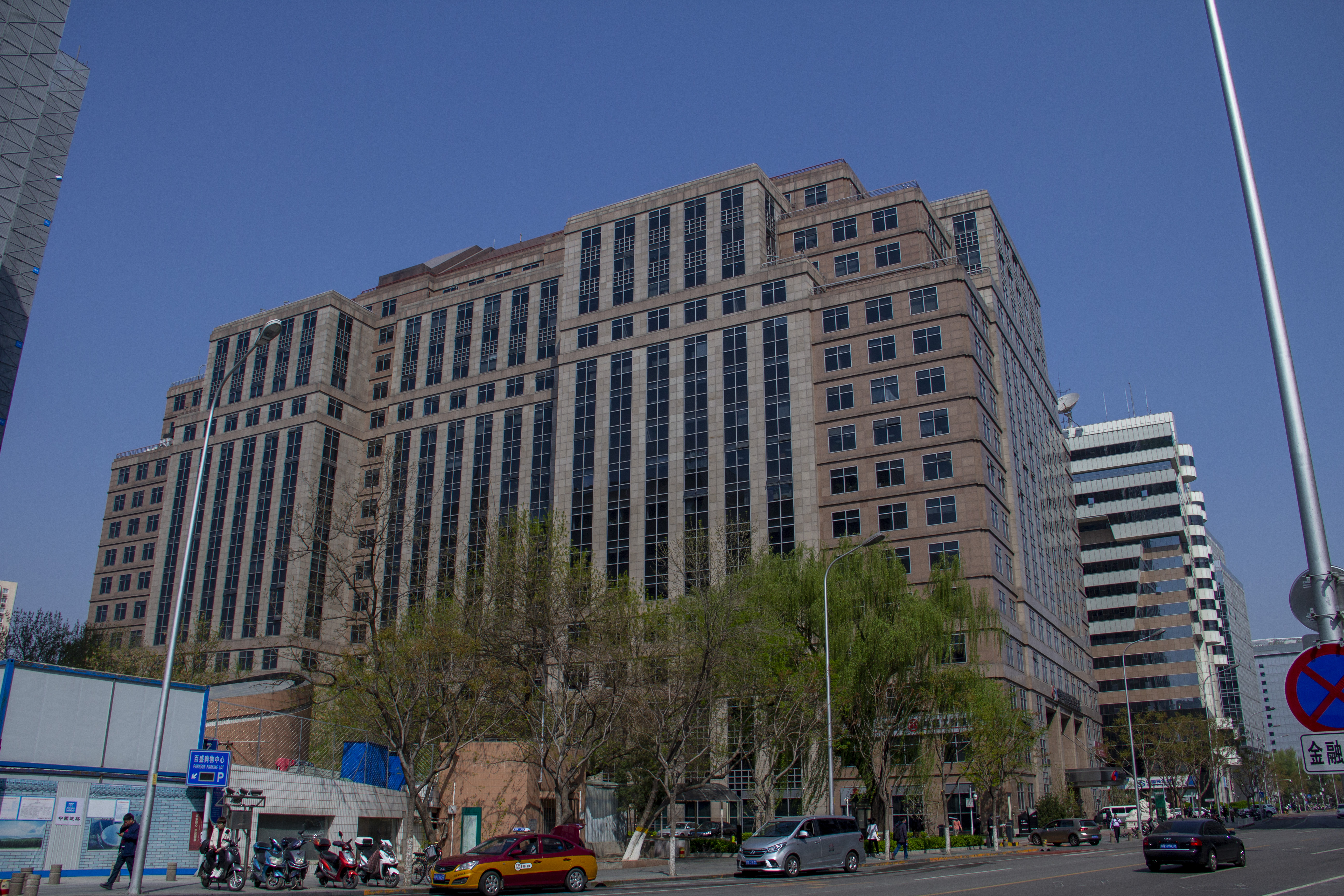
银河证券总部

## 历史
该公司前身为中国银河证券有限责任公司，组建于2000年8月22日，是经中华人民共和国国务院批准，接管了中国工商银行、中国农业银行、中国银行、中国建设银行、中国华融信托投资公司、中国长城信托投资公司、中国东方信托投资公司、中国信达信托投资公司、中国人保信托投资公司等公司所属的证券业务部门及证券营业部后合并组建的企业，受中央金融工委监管。2002年，因中国经济开发信托投资公司破产清算，银河证券有限接管了中经开所属的证券业务部门和营业部。
2005年，银河证券有限实施控股公司制度，中国银河金融控股有限责任公司成立；同时，银河金控对银河证券有限实施重组，银河证券有限的证券业务并入新组建的银河证券股份，银河证券有限则更名为中国银河投资管理有限公司。
該股份在2013年5月22日於港交所主板上市。全球發售為15.67億股，招股價為介乎4.99至6.77港元之間，集資額為106億港元。2017年1月23日，股票在上海证券交易所上市，成为第9家“A+H”（中港两地）同时上市的的券商。
2017年6月，銀河證券以8.23億人民幣收購馬來西亞聯昌集團旗下聯昌證券國際50%股份。
2018年7月，銀河證券收購銀河基金50%股權。
2021年7月24日，中国证券监督管理委员会发布《2021年证券公司分类结果》，共有103家券商参与。其中银河证券被评为AA级，与2020年持平。

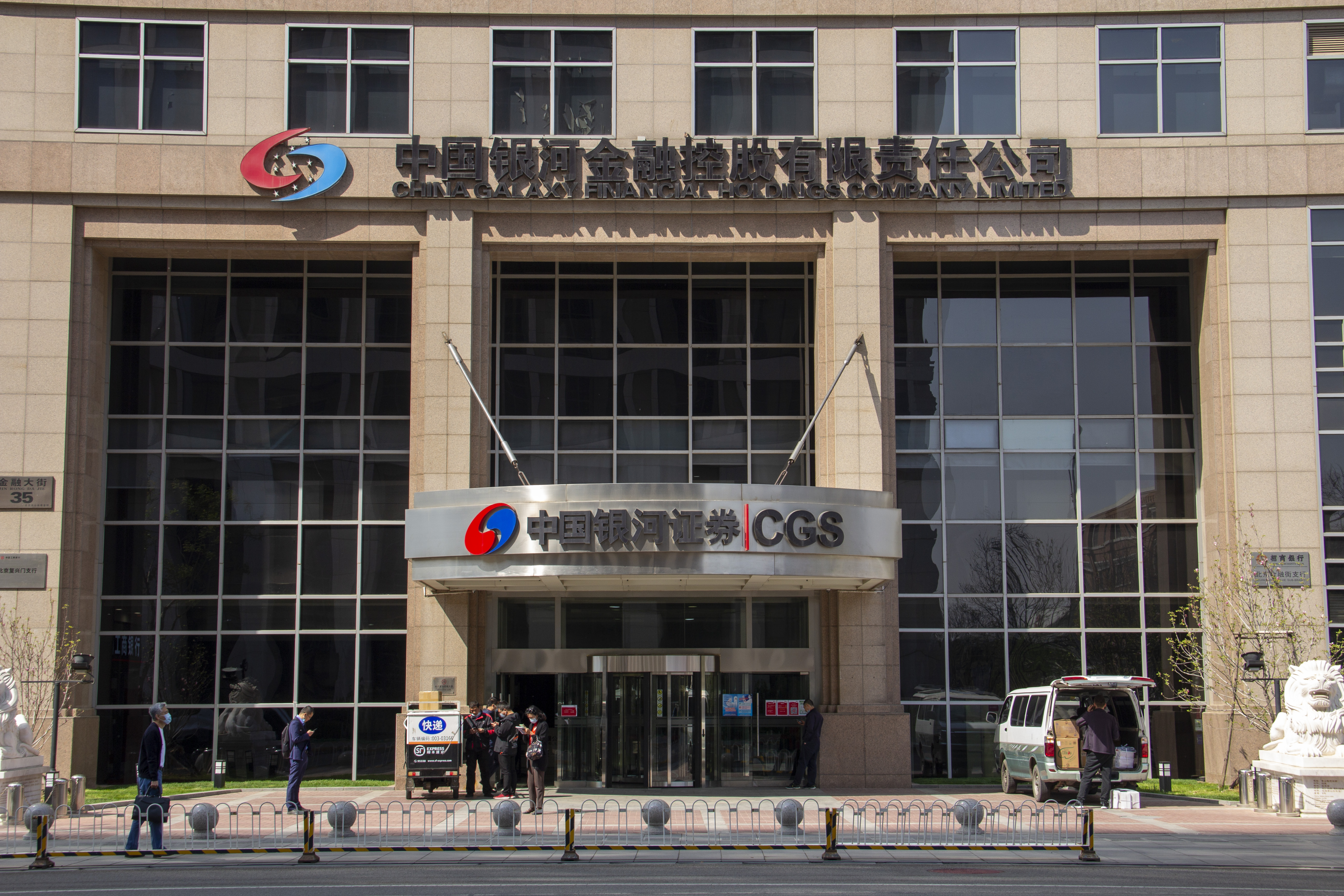
中国银河证券 招牌

## 外部連結
- chinastock.com.cn （页面存档备份，存于）